# Millbrae
Millbrae és una població dels Estats Units a l'estat de Califòrnia. Segons el cens del 2000 tenia 20.718 habitants.

## Demografia
Segons el cens del 2000, Millbrae tenia 20.718 habitants, 7.956 habitatges, i 5.513 famílies. La densitat de població era de 2.492 habitants/km².
Dels 7.956 habitatges en un 28,3% hi vivien nens de menys de 18 anys, en un 55,7% hi vivien parelles casades, en un 9,9% dones solteres, i en un 30,7% no eren unitats familiars. En el 25,1% dels habitatges hi vivien persones soles el 13,7% de les quals corresponia a persones de 65 anys o més que vivien soles. El nombre mitjà de persones vivint en cada habitatge era de 2,56 i el nombre mitjà de persones que vivien en cada família era de 3,08.
Per edats la població es repartia de la següent manera: un 20,6% tenia menys de 18 anys, un 6,4% entre 18 i 24, un 27,5% entre 25 i 44, un 24,7% de 45 a 60 i un 20,8% 65 anys o més.
L'edat mediana era de 42 anys. Per cada 100 dones de 18 o més anys hi havia 87 homes.
La renda mediana per habitatge era de 68.404 $ i la renda mediana per família de 82.061 $. Els homes tenien una renda mediana de 51.867 $ mentre que les dones 40.249 $. La renda per capita de la població era de 33.193 $. Entorn del 2,2% de les famílies i el 3,4% de la població estaven per davall del llindar de pobresa.

## Poblacions més properes
El següent diagrama mostra les poblacions més properes.